# 基島深水䲗
基島深水䲗（学名：Bathycallionymus kaianus），又名老鼠䲗、狗圻，为鼠䲗科深水䲗屬下的一个种。